# Ellos (novela)
Ellos es una novela del escritor español César Fernández García. Se trata de una novela fantástica de terror y un gran componente de Metaficción. La primera edición fue publicada en noviembre de 2009 por la editorial Mondadori (sello Montena).
Con ella obtuvo el Premio Ciudad de Jaén de Literatura Juvenil 2009.
La trama se centra en la protagonista, Paloma, que ha ido a buscar la paz que una isla como Formentera  le puede proporcionar. Sin embargo, en lugar de descansar y escribir tranquilamente, asistirá a una serie de hechos espeluznantes. Para conocer los enigmas que la agobiarán, deberá aprender a dirigir su mirada hacia exterior, pero también hacia el interior de ella misma. 
El narrador contrapone la naturaleza idílica de Formentera  con los inquietantes sucesos que golpean las conciencias de los vecinos y desatan miedos y odios atávicos.

## Argumento
Imanol es un joven que pasa una temporada solo en Formentera. Necesitaba romper con el círculo de amigos que lo había arrastrado al alcohol. Y lo estaba consiguiendo. Desde su llegada a la isla, casi un mes atrás, no había probado ni una gota. Su estancia tranquila acaba cuando una noche unos desconocidos  entran en su chalet. No se trata de ladrones, puesto que no le quitan nada de valor.  Los asaltantes lo adormecen. Cuando Imanol recupera el conocimiento, se ve atado y dentro de una especie de quirófano. Un hombre de bata blanca le extrae sangre. Cuando logra recuperarse, escapa. Sin embargo, su huida no le llevará muy lejos. En la playa lo rodea un grupo de personas. Se trata de un grupo de lo más heterogéneo:  hombres, mujeres, adolescentes, ancianos. Todos armados. Todos llenos de odio hacia él. Lo matan a golpes.
Cerca de donde Imanol vivía, ahora se traslada Paloma. Es una joven universitaria, a la que el cardiólogo le ha recomendado descansar por culpa de una cardiopatía que ya le ha dado algún susto. Paloma acepta el consejo médico. Al fin y al cabo, le permitirá dedicarse a su mayor afición: escribir. Paloma vivirá sola en la casa de su tía Teresa, porque la mujer se ausenta para visitar a sus hijas que estudian en Barcelona. A cambio, Carmelo, novio de su tía Teresa, vendrá de vez en cuando desde Ibiza para visitarla. También un joven tenista que padece una lesión, llamado Tomás, se interesará por Paloma. Entre ambos jóvenes surge una amistad que derivará en un romance apasionado, capaz de mitigar el sufrimiento que los mundos interiores de ambos poseen.
Paloma y Tomás se enteran de la muerte violenta de Imanol. El suceso les estremece. Sin embargo, conocerán otro caso que les tocará de más cerca. Su vecino David, mago de profesión, será asesinado dentro del chalet de Paloma. Desde ese momento, la sensación de ser vigilados crece en Paloma y Tomás. La hostilidad de los vecinos crece. El jefe de la Policía Local parece capitanear esa animadversión contra los dos jóvenes. En esas circunstancias, Paloma aprovecha para cambiar el tema de su novela. Ahora pretende escribir sobre los sucesos que está viviendo en la isla.
Afortunadamente, la pareja contará con la amistad de la alcaldesa de Formentera, Amparo. Esta es una mujer culta, sensible, amigable, divertida y muy inteligente. Tan inteligente que desempeña un papel crucial en la relación entre Paloma, Tomás y los vecinos de Formentera. Su misión consistirá en enseñar a mirar y en soportar el peso de algunas miradas.

## Características literarias
Nos encontramos con un narrador que, a excepción del capítulo primero  y el último, cuenta lo que Paloma vive desde su llegada a Formentera. Aunque está escrita en tercera persona, es el punto de vista de la protagonista el que interpreta los hechos. Se trata, pues, de una subjetividad disimulada bajo la apariencia de la tercera persona narrativa.
La variedad de estilos es una nota de la novela. Destaca la presencia de:
- Estilo directo, desvelador del subjetivismo de los personajes, en los diálogos. En algunas partes, la novela se acerca a escenas teatrales. Así, por ejemplo, en la última conversación que mantienen Paloma y Tomás en la gruta donde se esconden.
- Estilo indirecto. Supone una versión distanciada y serena, aunque contiene la ironía en alguna ocasión.
- Estilo indirecto libre. Se utiliza a lo largo de la narración para recoger los pensamientos de Paloma, envolviéndolos en la narración, sin que aparezcan con el correspondiente guion y sin que dependan de verbos de decir (como “pensó”, “se dijo”, “decidió”...)
- Metadiscurso. Se trata de introducir la ficción dentro de la ficción. Paloma está escribiendo una novela que terminará siendo la misma que el lector está leyendo, a pesar de que hay partes que la autora ni siquiera habrá presenciado.
- Anagnórisis. Paloma y Tomás descubren para sí y para el lector un aspecto desconocido de su propia identidad.
- Narración permeable a otras forma de expresión como lo argumentativo (la alcaldesa Amparo reflexiona sobre la identidad, los sueños o la inexistencia del azar) y lo lírico (frases cercanas a la poesía como “la oscuridad cobijó sus pensamientos”).

## Universo interno
El universo interno de la novela gira en torno a la identidad. En Ellos se mezcla la apariencia con lo real para acercarse a ese complejo universo. El lector, como si estuviera ante una novela policíaca,  debe trabajar activamente para desentrañar la verdad entre las pistas falsas. La pregunta clave es “¿quiénes son ellos?”.  Sin embargo, paradójicamente, esta cuestión implica una reflexión sobre la propia identidad.
Los personajes se enfrentan a una realidad hostil que también engloba su propio mundo interior. La realidad es interpretada por las miradas. Y la forma de descodificar la vida terminará cambiando para todos. Porque nada es lo que parece. La novela que Paloma termina escribiendo es una mezcla de dolor, conocimiento  y sorpresa. La novela se titulará Ellos, pero el problema de identidad que plantea afecta a todos. También al lector.

## Tiempo y espacio
En cuanto al tiempo externo, nos encontramos con que los hechos se suceden a lo largo del mes de enero de un año impreciso.  Desde el punto de vista del tiempo interno de la trama, observamos cómo la agilidad narrativa se apoya sobre un devenir cronológico muy rápido. El tiempo es lineal sin más retrocesos que un par de  flashbacks. Sin embargo, la disposición inicial parece indicar que la novela ha comenzado  in medias res.  Esta apariencia forma parte de la telaraña que la narración ha tendido desde la primera frase. De hecho, sólo al final el lector descubre que la acción ha comenzado desde el más absoluto comienzo (ab ovo).
El espacio nos sitúa en Formentera, una idílica isla del Mediterráneo. La elección de una isla pequeña nos es accidental, sino que nos habla de la intención del autor para enfatizar la sensación de aislamiento que padecen los personajes.
Formentera  es, en sí, un personaje más de la novela por los siguientes motivos:
- Modela la psicología de los personajes. Todos los habitantes lo están tras una elección que, sólo al final, se descubrirá. El mar, la playa, la tranquilidad, el sol y la naturaleza condicionan su estilo de vida y pensamiento.
- Imprime autenticidad. Se citan los islotes deshabitados del norte de la isla llamados Espalmador y Espardell, los lagos de Es Estany des Peix y Es Estany Pudent, el sepulcro megalítico de Ca na Costa…
- Tiene valor en sí mismo. Las descripciones poéticas realzan la belleza del escenario donde, paradójicamente, se realizan los actos más horrendos.
- Es factor de cohesión. Los personajes son vecinos, frecuentan los mismos escenarios, tienen los mismos referentes geográficos y se oponen a lo que viene de fuera (a ellos).

## Personajes

### Personajes principales
Los personajes principales ofrecen una complejidad acentuada conforme avanza la acción. Se definen tanto por pinceladas descriptivas que afectan a su carácter (etopeya), y a su físico (prosopografía). A menudo, las descripciones son breves, impresionistas y con un símbolo oculto. Los elementos narrativos también ayudan a modelar a los personajes. Así, sabemos cómo es Carmelo por sus preferencias literarias (lee Frankenstein o el moderno Prometeo);  conocemos el ímpetu de Tomás gracias a su forma de dirigirse por primera vez a Paloma…
- Paloma –  joven universitaria que marcha a Formentera, siguiendo el consejo de su cardiólogo. Le gusta escribir, por lo que comenzará una novela. El propio devenir de los acontecimientos le obligará a escribir sobre lo que está viviendo en la isla. Su nombre adquiere tintes simbólicos, una vez que el lector descubre su realidad.[10]

- Tomás – joven tenista que se recupera en la isla de una lesión. Es atractivo, activo, divertido y vital. Encara la vida con optimismo. Es el contrapunto del personaje de Paloma. Es la otra cara de la misma moneda.

- Amparo – alcaldesa de Formentera. Es una mujer culta y de gran ascendencia sobre los habitantes de la isla. Su papel resulta ambiguo en un principio. Sin embargo, conforme avanza la novela, va ganando fuerza. Será el referente moral de los personajes. Como en el caso de Paloma, su nombre tendrá un cierto valor simbólico.

### Personajes secundarios
- Tía Teresa – una mujer sencilla a la que las circunstancias le han puesto en una mala situación. Su acción es tan cobarde como humana.
- Carmelo –  neurocirujano en un hospital de Ibiza. Es el novio de la tía Teresa. Su deseo de conocer le lleva a cometer acciones que perjudicarán a terceros. Aunque no llega a ser un científico sin escrúpulos, encarna el deseo humano de comer del árbol de la ciencia del bien y del mal.
- Pedro –  jefe de la Policía de Formentera. Es primario, vehemente, irreflexivo. Sin embargo, no es un ser ciego. Posee un mundo interior donde hay razones y contradicciones.  Su perro dobermann Kit es su mascota fiel, casi su alter ego.

## Organización
Ellos está dividida en 20 capítulos. La organización interna de la novela se sostiene sobre cinco partes:
- Ruptura de la pretendida tranquilidad en Formentera  mediante el asesinato de Imanol[11] – Cap. 1.
- Paloma y Tomás se acercan al misterio de los habitantes de la isla – Cap. 2, 3, 4, 5, 6, 7, 8, 9, 10.
- Los protagonistas son objetivos de las amenazas y ataques de sus vecinos – Cap. 11, 12, 13, 14, 15, 16, 17, 18.
- Revelación – Cap. 19.
- Recomposición de la tranquilidad en Formentera  y reflexión sobre la identidad –  Cap. 20.

## Metaficción
En las novelas de César Fernández García acostumbramos a encontrar una historia oculta bajo la trama principal. Ellos es, también, una novela de  Metaficción  puesto que, poco a poco, va emergiendo una reflexión sobre el proceso de escritura. Al fin y al cabo, como el propio autor ha afirmado, "la vida de cualquiera de nosotros es una novela donde nos creamos" y "la literatura pretende esculpir la realidad deforme". Por eso encontramos historias incluidas en otras historias, formando un universo complejo. Por ejemplo: Paloma marcha a Formentera  a escribir una novela con un argumento que ya tenía medio pensado. Se trata  de una narración donde una mujer muy astuta comete un crimen absolutamente perfecto, sin dejar ni una sola huella ni pista.  La protagonista de esta novela (que Paloma nunca terminará de escribir) se encontraría a una cincuentona sin familia ni amigos, llamada Amparo. Tras un par de conversaciones insustanciales, Amparo le pediría a la protagonista que leyese la novela que acababa de escribir y que no había enseñado a nadie todavía. La protagonista se lo lee esa misma noche. La novela de esta Amparo trata de una mujer muy astuta que realiza un crimen absolutamente perfecto, sin dejar ni una sola huella ni pista. La historia le gusta muchísimo a la protagonista. Cuando va a decírselo a Amparo, descubre que se ha suicidado envenenándose. Nadie asiste al entierro. Nadie se preocupa por la difunta. Nadie la mienta más. Entonces la protagonista decide presentar el original a un concurso literario como si fuera suyo. Lo pasa todo a su ordenador, porque el original ofrecía pocas pero gravísimas e inexplicables faltas de ortografía. Gana el premio. Se publica, y es un éxito de ventas. La sorpresa final se produce en el último capítulo de la novela, cuando la Policía viene a detenerla. La acusan de asesinato: la novela publicada describe detalles de un crimen ocurrido meses antes que únicamente la asesina podía saber.
Sin embargo, la protagonista de la novela Ellos abandona la escritura de la historia de la asesina escritora, para acometer la que el lector de Ellos leerá por fin. Esta novela se construirá con los sucesos que a Paloma y Tomás le irán sucediendo en Formentera. Incluirá aspectos que la propia narradora desconoce en un principio de sí misma y también contendrá capítulos que tan sólo podrá imaginarse.
El lector terminará descubriendo que la novela definitiva de Paloma es más que una obra narrativa. Lejos de ser un artificio, constituye la razón de ser de la protagonista.